# The Bond
The Bond (bra: Laços de Liberdade) é um curta-metragem estadunidense de 1918 escrito, produzido, dirigido e protagonizado por Charles Chaplin. Este filme, realmente, é um comercial, que foi realizado no período da Primeira Guerra Mundial.
Há também uma versão britânica e uma versão estadunidense do filme. Na versão britânica, a personagem Tio Sam é substituída pela personagem John Bull.[carece de fontes?]
O filme foi fotografado por Roland Totheroh e Jack Wilson e os figurinos são de Charles D. Hall.[carece de fontes?]

## Elenco
- Charles Chaplin  .... Charlie
- Edna Purviance   .... esposa de Charlie
- Syd Chaplin          .... Kaiser
- Henry Bergman    .... John Bull (versão britânica)
- Joan Marsh           .... Cupido